# Зеличенок, Гавриил Григорьевич
Гавриил Григорьевич Зеличе́нок (1907 — 1983) — советский инженер-механик.

## Биография
Родился в 1907 году. Окончил ДМетИ (1930). Работал в строительных организациях.
С 1939 года — директор Московской конторы треста «Строймеханизация». В 1941—1946 годах руководил строительно-монтажными работами в Поволжье и Башкирии.
В 1946 — 1953 годах зам. управляющего трестом Строймеханизация Минстроя СССР, руководил работами, проводимыми проектным институтом ГИПРОТИС для Волго-Донского канала имени В. И. Ленина и Цимлянской ГЭС.
Кандидат технических наук (1956), тема диссертации «Механизированные и автоматизированные бетонные заводы».
С 1958 года на научно-преподавательской работе в МАДИ, доцент (1960), затем профессор. До 1965 года — на кафедре «Строительные и дорожные машины». Основатель и первый заведующий (1965—1975) кафедры автоматизации производственных процессов.
Умер в 1983 году. Похоронен на Химкинском кладбище Москвы.

## Награды и премии
- Сталинская премия третьей степени (1951) — за создание конструкции, освоение производства и внедрение в строительство высокопрочных автоматизированных сборно-разборных бетонных заводов

## Публикации
- Автоматизированные и механизированные бетонные заводы : учебное пособие : допущено Министерством высшего и среднего специального образования СССР в качестве учебного пособия для инженерно-строительных и автомобильно-дорожных вузов и факультетов . −2-е изд., доп. и перераб. М.: Высш. шк., 1969 −368 с.: ил.
- Средства и схема автоматизации транспортно-складских и технологических процессов на бетонных заводов : Справочное пособие / Г. Г. Зеличенок. — Москва : Машгиз, 1962. — 460 с. : ил. ; 22 см.
- Автоматизация технологических процессов и учёта на предприятиях строительной индустрии : учебное пособие / Гавриил Григорьевич Зеличенок. Москва : Высшая школа, 1975.
- Механизированные и автоматизированные бетонные заводы [Текст] / Г. Г. Зеличенок, инж. лауреат Сталинской премии. — Москва : Гос. изд-во лит. по строительству и архитектуре, 1954. — 404 с., 3 л. схем. : ил., схем.; 23 см. — (Производственные предприятия строительной индустрии).
- Монтаж и эксплуатация подъемно-транспортных машин предприятий строительной индустрии [Текст] / Г. Г. Зеличенок, лауреата Сталинской премии. — Москва ; Ленинград : Гос. изд-во лит. по строительству и архитектуре, 1952. — 308 с.; 1 л. граф. : черт., граф.; 23 см. — (Производственные предприятия строительной индустрии).
- Механизированные и автоматизированные бетонные заводы [Текст] : Автореферат дис. на соискание учен. степени кандидата техн. наук / Инж. Г. Г. Зеличенок ; М-во высш. образования СССР. Моск. ордена Труд. Красного Знамени инж.-строит. ин-т им. В. В. Куйбышева. — Москва : [б. и.], 1956. — 17 с.; 20 см.
- Автоматизация технологических процессов и учёта на предприятиях строительной индустрии [Текст] : [Учеб. пособие для вузов по специальности «Автоматизация и комплексная механизация стр-ва»] / Г. Г. Зеличенок, канд. техн. наук, лауреат Гос. премии СССР. — Москва : Высш. школа, 1975. — 351 с. : черт.; 26 см.
- Автоматизированные и механизированные бетонные заводы [Текст] : [Учеб. пособие для инж.-строит. и автомоб.-дор. вузов и фак.] / Г. Г. Зеличенок, канд. техн. наук лауреат Гос. премии. — 2-е изд., доп. и перераб. — Москва : Высш. шк., 1969. — 367 с. : ил.; 27 см.